# Ciocănești (Călărași)
Pour les articles homonymes, voir Ciocănești.
Ciocănești est une commune du județ de Călărași en Roumanie.